# 블라이스 (인형)
블라이스(Blythe)는 약 28센티미터(11인치) 키의 패션돌이다. 커다란 머리와 눈을 가지고 있으며 줄을 잡아당길 때마다 이것들의 색이 바뀐다. 1972년 개발되었으며 처음에는 미국에서 장난감 기업 케너에 의해 1년 동안만 판매되었다.(나중에 해즈브로에 인수됨) 2001년, 일본의 장난감 기업 타카라가 새로운 블라이스 인형 에디션들을 생산하기 시작했다. 재판매를 위해 이 인형을 커스터마이즈하는 호비스트들의 망이 존재한다.

- 파일:Neo Blythe “Song of London Mary”.jpg

## 같이 보기
- 구체관절 인형